# Ophiozonella falklandica
Ophiozonella falklandica är en ormstjärneart som beskrevs av Ole Theodor Jensen Mortensen 1936. Ophiozonella falklandica ingår i släktet Ophiozonella och familjen Ophiolepididae. Inga underarter finns listade i Catalogue of Life.